# Zwarte Leger (Hongarije)
Het Zwarte leger (Hongaars: Fekete sereg; [ˈfɛkɛtɛ ˈʃɛrɛɡ]) was het eerste Europese staand leger, door Matthias Corvinus, zoon van Johannes Hunyadi, omstreeks 1485 georganiseerd.
Hij overwon met zijn leger de legers van de verbonden koningen van Bohemen en Polen. In 1485 sloeg hij het beleg voor Wenen en nam de stad in. Vervolgens onderwierp hij Oostenrijk, Stiermarken en Karinthië.

## Verder lezen
- J.B. Szabó, art. Black Army of Hungary, in C.J. Rogers (ed.), The Oxford Encyclopedia of Medieval Warfare and Military Technology, I, Oxford - e.a., 2010, pp. 151 - 153.
- A.T. Komjathy, A Thousand Years of the Hungarian Art of War, Toronto, 1982, pp. 33-37.